# Instytut Edukacji Artystycznej Akademii Pedagogiki Specjalnej im. Marii Grzegorzewskiej w Warszawie
Instytut Edukacji Artystycznej Akademii Pedagogiki Specjalnej im. Marii Grzegorzewskiej w Warszawie – jeden z sześciu instytutów Akademii Pedagogiki Specjalnej im. Marii Grzegorzewskiej w Warszawie.

## Kierunki kształcenia
- Edukacja artystyczna w zakresie sztuk plastycznych (studia I i II stopnia)[1]

## Władze Instytutu
W kadencji 2020–2024:
| Stanowisko                             | Imię i nazwisko                |
| -------------------------------------- | ------------------------------ |
| Dyrektor                               | dr hab. Stefan Paruch          |
| Zastępca dyrektora ds. Organizacyjnych | dr Magdalena Świercz-Wojteczek |

## Struktura organizacyjna
| Jednostka                               | Kierownik                          |
| --------------------------------------- | ---------------------------------- |
| Katedra Grafiki i Rzeźby                | prof. dr hab. Wiesław Bieńkuński   |
| Katedra Malarstwa                       | prof. dr hab. Grzegorz Mroczkowski |
| Zakład Działań Wizualnych i Arteterapii | dr Aleksandra Chmielnicka-Plaskota |
| Zakład Teorii i Historii Sztuki         | dr Magdalena Janota-Bzowska        |